# Venă retiniană centrală

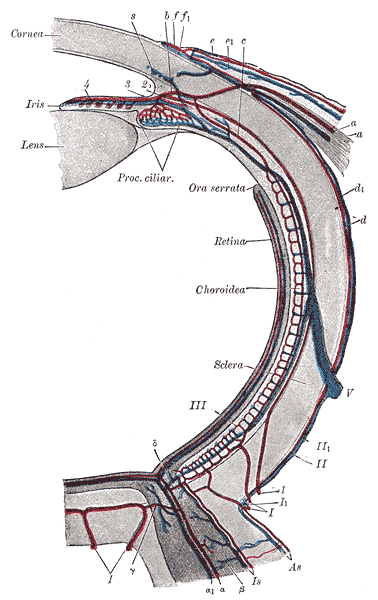
Diagrama vascularizării ochiului uman

Vena retiniană centrală (vena retiniană) este o vena scurtă care trece prin nervul optic, părăsește nervul optic la 10  mm de globul ocular și drenează sângele din capilarele retinei în ! vena oftalmică superioară sau direct în sinusul cavernos. Anatomia venelor orbitei ochiului variază de la individ la individ, iar la unii, vena retiniană centrală se varsă în vena oftalmică superioară, iar la alți indivizise scurge direct în sinusul cavernos.  

## Patologie
Vena retiniană centrală este echivalentul venos al arterei retiniene centrale și la fel ca acel vas de sânge poate suferi de ocluzie (ocluzie a venei retiniene centrale), similar cu cea observată în sindromul ischemic ocular. 

## Imagini suplimentare

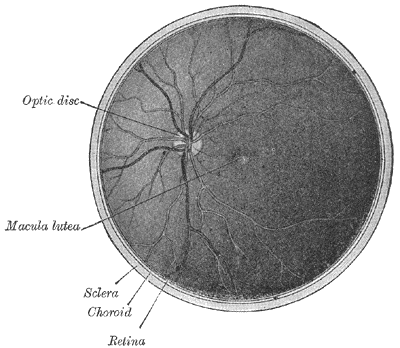
Interiorul jumătății posterioare a bulbului ochiului stâng. Venele au aspect mai închis decât arterele.
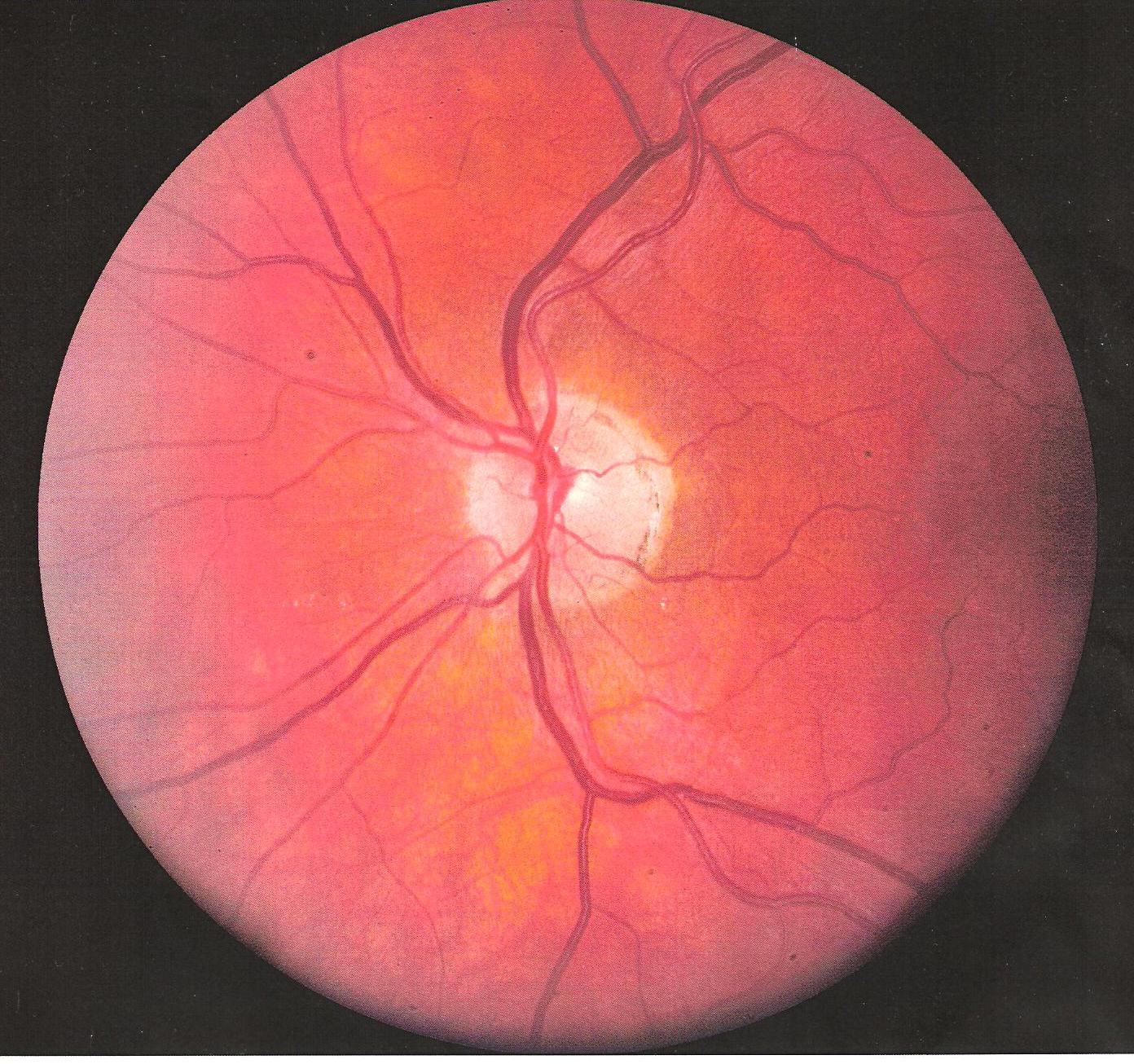
Vasele pentru ochi